# Nati nel 1970/Luglio
| Questa pagina contiene informazioni ricavate automaticamente dalle voci biografiche con l'ausilio del template Bio e di un bot. L'aggiornamento è periodico e automatico e ricostruisce completamente la pagina. Se manca una persona in questa lista, sei pregato di non aggiungerla, ma accertati piuttosto che la sua voce biografica contenga il template Bio e che i dati anagrafici siano correttamente compilati. Se il template Bio manca, inseriscilo tu stesso o, in alternativa, metti l'avviso {{tmp\|Bio}} che ne segnala la mancanza. Se i dati riportati sono sbagliati, correggi direttamente la voce biografica; le modifiche saranno visibili in questa lista entro pochi giorni. Per chiarimenti vedi il progetto biografie. La lista contiene solo le 347 persone che sono citate nell'enciclopedia e per le quali è stato implementato correttamente il template Bio. Pagina aggiornata al 10 ago 2025. |

- 1º luglio - Tajči, cantante croata
- 1º luglio - Jorge Couto, ex calciatore portoghese
- 1º luglio - Predrag Erak, allenatore di calcio e ex calciatore bosniaco
- 1º luglio - Joni Ernst, politica statunitense
- 1º luglio - Hamza Hamzaoğlu, allenatore di calcio e ex calciatore turco
- 1º luglio - Marc Huster, ex sollevatore e telecronista sportivo tedesco
- 1º luglio - Alberto Losacco, politico italiano
- 1º luglio - Max Parodi, cantautore e musicista italiano († 2008)
- 1º luglio - Henry Simmons, attore statunitense
- 1º luglio - Robin Threatt, ex cestista statunitense
- 1º luglio - Laura Walker, ex nuotatrice statunitense
- 2 luglio - Derrick Adkins, ex ostacolista statunitense
- 2 luglio - Scott Aukerman, sceneggiatore, produttore cinematografico e regista statunitense
- 2 luglio - Yancy Butler, attrice statunitense
- 2 luglio - Sirous Dinmohammadi, allenatore di calcio e ex calciatore iraniano
- 2 luglio - Colin Edwin, bassista australiano
- 2 luglio - Spice 1, rapper statunitense
- 2 luglio - Cozmin Gușă, politico e giornalista rumeno
- 2 luglio - Monie Love, rapper e conduttrice radiofonica britannica
- 2 luglio - Eric Mahé, pilota motociclistico francese
- 2 luglio - Paolo Mingatti, giocatore di calcio a 5 e ex calciatore italiano
- 2 luglio - Steve Morrow, allenatore di calcio e ex calciatore nordirlandese
- 2 luglio - Serghei Mureico, ex lottatore moldavo
- 2 luglio - Yumi Watanabe, ex calciatrice giapponese
- 2 luglio - Amy Weber, modella, attrice e cantante statunitense
- 3 luglio - Alfredo Bassani, ex calciatore italiano
- 3 luglio - Marco Formentini, ex nuotatore italiano
- 3 luglio - Serhij Hončar, ex ciclista su strada e dirigente sportivo ucraino
- 3 luglio - Deon Kayser, ex rugbista a 15 e allenatore di rugby a 15 sudafricano
- 3 luglio - Robin McBryde, ex rugbista a 15 e allenatore di rugby a 15 britannico
- 3 luglio - Audra McDonald, attrice e soprano statunitense
- 3 luglio - David Plaza, ex ciclista su strada e dirigente sportivo spagnolo
- 3 luglio - Teemu Selänne, ex hockeista su ghiaccio finlandese
- 3 luglio - Zoran Stevanović, ex cestista jugoslavo
- 3 luglio - Gianluca Terranova, tenore e attore italiano
- 4 luglio - Andrej Čerkasov, ex tennista sovietico
- 4 luglio - Amy Charles, showgirl e cantante britannica
- 4 luglio - Koman Coulibaly, ex arbitro di calcio maliano
- 4 luglio - Ariel Di Pierro, ex giocatore di calcio a 5 uruguaiano
- 4 luglio - Fabrizio Fontana, comico, cabarettista e personaggio televisivo italiano
- 4 luglio - Vera Gemma, attrice e personaggio televisivo italiana
- 4 luglio - Jorge Jiménez, ex calciatore argentino
- 4 luglio - Park Ji-ho, ex calciatore sudcoreano
- 4 luglio - Tony Vidmar, allenatore di calcio e ex calciatore australiano
- 4 luglio - Doddie Weir, rugbista a 15 e dirigente d'azienda britannico († 2022)
- 5 luglio - Wayne Besen, giornalista e saggista statunitense
- 5 luglio - Kenny Dope, disc jockey e produttore discografico statunitense
- 5 luglio - Mac Dre, rapper statunitense († 2004)
- 5 luglio - Pjer Malvasija, allenatore di calcio a 5 e ex giocatore di calcio a 5 croato
- 5 luglio - Valentí Massana, ex marciatore spagnolo
- 5 luglio - Carlo Riva Vercellotti, politico italiano
- 5 luglio - Daniel Vuletic, compositore, musicista e cantante croato
- 6 luglio - Regla Bell, ex pallavolista cubana
- 6 luglio - Østen Bergøy, cantante e baritono norvegese
- 6 luglio - Roger Cicero, cantante tedesco († 2016)
- 6 luglio - Médéric Collignon, trombettista e sassofonista francese
- 6 luglio - Marcel van Drunen, pilota motociclistico olandese
- 6 luglio - Christer Fursth, ex calciatore svedese
- 6 luglio - Phil Gordon, giocatore di poker statunitense
- 6 luglio - Antonio Harvey, ex cestista statunitense
- 6 luglio - Inspectah Deck, rapper e produttore discografico statunitense
- 6 luglio - Lionel Jaffredo, ex arbitro di calcio francese
- 6 luglio - David Readman, cantante britannico
- 6 luglio - Heather Samuel, ex velocista antiguo-barbudana
- 6 luglio - Symba Smith, attrice statunitense
- 6 luglio - Jana Thieme, ex canottiera tedesca
- 6 luglio - Matteo Tosi, attore e sceneggiatore italiano
- 6 luglio - Francesco Zampaglione, cantautore e compositore italiano
- 7 luglio - Georgi Antonov, ex calciatore bulgaro
- 7 luglio - Youssef Fertout, allenatore di calcio e ex calciatore marocchino
- 7 luglio - Susann Goksør Bjerkrheim, ex pallamanista norvegese
- 7 luglio - Dzmitryj Hančaruk, ex pesista bielorusso
- 7 luglio - Robia LaMorte, attrice statunitense
- 7 luglio - Bernard Licari, ex calciatore maltese
- 7 luglio - Michael McCrary, ex giocatore di football americano statunitense
- 7 luglio - Laurent Peyrelade, allenatore di calcio e ex calciatore francese
- 7 luglio - Juan Carlos Portillo González, ex calciatore spagnolo
- 7 luglio - Eddie Rivera Santiago, ex cestista portoricano
- 7 luglio - Masai Ujiri, ex cestista e dirigente sportivo nigeriano
- 7 luglio - César Fabián Zabala, ex calciatore argentino
- 7 luglio - Erik Zabel, ex ciclista su strada, pistard e dirigente sportivo tedesco
- 7 luglio - Atli Örvarsson, musicista e compositore islandese
- 8 luglio - Christof Arnold, attore tedesco
- 8 luglio - Beck, cantautore e musicista statunitense
- 8 luglio - Stefano Bettella, allenatore di calcio e ex calciatore italiano
- 8 luglio - George Fisher, cantante statunitense
- 8 luglio - Todd Martin, ex tennista statunitense
- 8 luglio - Angela Mudge, fondista di corsa in montagna e ultramaratoneta britannica
- 8 luglio - Miguel Ángel Peña, ex ciclista su strada spagnolo
- 8 luglio - Andi Schwaller, giocatore di curling svizzero
- 9 luglio - Ilmārs Bricis, ex biatleta lettone
- 9 luglio - Trent Green, ex giocatore di football americano statunitense
- 9 luglio - Ekaterina Sedia, scrittrice russa
- 9 luglio - Ian Nolan, ex calciatore nordirlandese
- 9 luglio - Masami Tsuda, fumettista giapponese
- 10 luglio - Peewou Bestman, ex calciatore liberiano
- 10 luglio - Giampiero Frasca, critico cinematografico, saggista e blogger italiano
- 10 luglio - Gary LeVox, cantante statunitense
- 10 luglio - Petr Maděra, poeta e scrittore ceco
- 10 luglio - Juraj Marušiak, politico, storico e giornalista slovacco
- 10 luglio - Lee Mills, ex calciatore inglese
- 10 luglio - Paco Olmos, allenatore di pallacanestro spagnolo
- 10 luglio - Jason Orange, cantante e ballerino britannico
- 10 luglio - Clairemarie Osta, ballerina francese
- 10 luglio - Luis Prieto, regista spagnolo
- 10 luglio - John Simm, attore britannico
- 10 luglio - Helen Sjöholm, cantante e attrice svedese
- 10 luglio - Yu Bong-hyeong, ex schermidore sudcoreano
- 11 luglio - Paolo Bufalino, attore italiano
- 11 luglio - Iván Castillo, ex calciatore boliviano
- 11 luglio - Justin Chambers, attore e ex modello statunitense
- 11 luglio - Youssef El-Guir, ex giocatore di calcio a 5 belga
- 11 luglio - Frederik Fetterlein, ex tennista danese
- 11 luglio - Osvaldo Hernández, ex pallavolista cubano
- 11 luglio - Sajjad Karim, politico britannico
- 11 luglio - Marko Kitti, scrittore finlandese
- 11 luglio - Malcolm Mackey, ex cestista statunitense
- 11 luglio - Kristen McDonald Rivet, politica statunitense
- 11 luglio - Francesco Monaco, pilota motociclistico italiano
- 11 luglio - Walter Monaco, ex calciatore e allenatore di calcio italiano
- 11 luglio - Miki Nagasawa, doppiatrice giapponese
- 11 luglio - Basarab Panduru, ex calciatore e allenatore di calcio rumeno
- 11 luglio - Massimiliano Sanna, politico italiano
- 11 luglio - Amir Shelah, ex calciatore israeliano
- 12 luglio - Steve Anderhub, ex bobbista svizzero
- 12 luglio - Aure Atika, attrice francese
- 12 luglio - Chad Brown, ex giocatore di football americano statunitense
- 12 luglio - Conrad Coates, attore britannico
- 12 luglio - Giorgio Frinolli, allenatore di atletica leggera e ex ostacolista italiano
- 12 luglio - Lee Byung-hun, attore e modello sudcoreano
- 12 luglio - Filippo Merola, cantante e conduttore televisivo italiano
- 12 luglio - Mayumi Omatsu, ex calciatrice giapponese
- 12 luglio - Jaason Simmons, attore australiano
- 12 luglio - İpek Tenolcay, attrice turca
- 12 luglio - Vladimir Timošinin, tuffatore russo († 2023)
- 13 luglio - Roman Dostál, ex biatleta ceco
- 13 luglio - Nancy Faeser, politica e avvocata tedesca
- 13 luglio - Juan Ferreri, ex calciatore uruguaiano
- 13 luglio - Sharon Horgan, attrice, scrittrice e produttrice cinematografica irlandese
- 13 luglio - Igor' Anatol'evič Kirillov, generale russo († 2024)
- 13 luglio - Ziv Koren, giornalista e fotografo israeliano
- 13 luglio - Eva Lisa Ljung, modella venezuelana
- 13 luglio - Guy Roger Nzamba, ex calciatore gabonese
- 13 luglio - Barry Pinches, giocatore di snooker inglese
- 13 luglio - Uladzimir Pčenikin, schermidore bielorusso
- 13 luglio - Bruno Salomone, attore, comico e doppiatore francese
- 13 luglio - Muriel Santa Ana, attrice e cantante argentina
- 13 luglio - Sandon Stolle, ex tennista australiano
- 13 luglio - Andrei Tivontchik, ex astista bielorusso
- 14 luglio - Germano Bellavia, attore italiano
- 14 luglio - Catherine Curtin, attrice statunitense
- 14 luglio - Gareth Marriott, ex canoista britannico
- 14 luglio - James Marsh, ex cestista e allenatore di pallacanestro tedesco
- 14 luglio - Mike McFarland, doppiatore, direttore del doppiaggio e dialoghista statunitense
- 14 luglio - Natal'ja Miškutënok, ex pattinatrice artistica su ghiaccio sovietica
- 14 luglio - Grant Needham, ex calciatore canadese
- 14 luglio - Michael Pitiot, regista televisivo, sceneggiatore e ambientalista francese
- 14 luglio - Kiko Ramírez, allenatore di calcio e ex calciatore spagnolo
- 14 luglio - Nina Siemaszko, attrice statunitense
- 14 luglio - Mark Strickland, ex cestista e allenatore di pallacanestro statunitense
- 15 luglio - Mohamad al-Arefe, teologo saudita
- 15 luglio - Chi Cheng, bassista statunitense († 2013)
- 15 luglio - Kelly Sue DeConnick, fumettista statunitense
- 15 luglio - Ginevra Di Marco, cantante italiana
- 15 luglio - Tony Dorsey, ex cestista statunitense
- 15 luglio - DJ Hype, disc jockey e musicista inglese
- 15 luglio - Christina Finger, attrice tedesca
- 15 luglio - Stephen Howard, ex cestista statunitense
- 15 luglio - Amir Katz, ex cestista israeliano
- 15 luglio - Aidas Preikšaitis, ex calciatore lituano
- 15 luglio - Miguel Rodrigo, allenatore di calcio a 5 e ex giocatore di calcio a 5 spagnolo
- 15 luglio - Tiziana Sensi, regista e attrice italiana
- 15 luglio - Pavel Vízner, ex tennista ceco
- 16 luglio - Robin Berntsen, ex calciatore norvegese
- 16 luglio - Dariusz Białkowski, ex canoista polacco
- 16 luglio - Marco Borghetto, ex calciatore italiano
- 16 luglio - Marzia Casolati, politica italiana
- 16 luglio - Roberto Grau, ex rugbista a 15, allenatore di rugby a 15 e imprenditore argentino
- 16 luglio - Raimonds Miglinieks, ex cestista e allenatore di pallacanestro lettone
- 16 luglio - Sindre Rekdal, ex calciatore norvegese
- 16 luglio - Paolo Rudelli, arcivescovo cattolico italiano
- 16 luglio - Wang Hee-kyung, ex arciera sudcoreana
- 16 luglio - Apichatpong Weerasethakul, regista, sceneggiatore e produttore cinematografico thailandese
- 17 luglio - George Bridges, nobile e politico britannico
- 17 luglio - Antonio Decaro, politico italiano
- 17 luglio - Giacomo Fiorenza, musicista e produttore discografico italiano
- 17 luglio - Arlene Foster, politica britannica
- 17 luglio - Laurence R. Harvey, attore britannico
- 17 luglio - Doug Lefler, regista, sceneggiatore e animatore statunitense
- 17 luglio - Simona Lo Iacono, scrittrice italiana
- 17 luglio - Waldemar Malak, sollevatore polacco († 1992)
- 17 luglio - Pedro Martins, allenatore di calcio e ex calciatore portoghese
- 17 luglio - Gavin McInnes, giornalista, attivista e comico canadese
- 17 luglio - Gianfranco Paglia, ex militare e politico italiano
- 17 luglio - Altin Rraklli, allenatore di calcio e ex calciatore albanese
- 17 luglio - Ken'ichi Sako, ex cestista e allenatore di pallacanestro giapponese
- 17 luglio - Mandy Smith, cantante e attrice britannica
- 18 luglio - Sal Abruscato, batterista statunitense
- 18 luglio - Franco Binotto, ex cestista e allenatore di pallacanestro italiano
- 18 luglio - Luca Bizzocchi, ex calciatore sammarinese
- 18 luglio - Andrea Cecon, ex saltatore con gli sci e combinatista nordico italiano
- 18 luglio - Daniela Cilia, ex cestista italiana
- 18 luglio - Andrew Craighan, chitarrista inglese
- 18 luglio - Giorgia Gargano, numismatica e archeologa italiana
- 18 luglio - Dusty Imoo, allenatore di hockey su ghiaccio e ex hockeista su ghiaccio canadese
- 18 luglio - Chris Jackson, ex calciatore neozelandese
- 18 luglio - Vladimir Medinskij, politico russo
- 18 luglio - Domenico Piccichè, pianista e compositore italiano
- 18 luglio - Ubaldo Ranzi, ex multiplista e bobbista italiano
- 18 luglio - Gruff Rhys, cantautore gallese
- 18 luglio - Anatolij Tiščenko, ex canoista sovietico
- 18 luglio - Armando Álvarez, ex calciatore spagnolo
- 19 luglio - José Albornoz, ex calciatore argentino
- 19 luglio - Andrea Chiarvesio, autore di giochi italiano
- 19 luglio - Eden Donatelli, pattinatrice di short track canadese
- 19 luglio - Pascal Fleury, ex cestista canadese
- 19 luglio - Christopher Luxon, politico e dirigente d'azienda neozelandese
- 19 luglio - Mari Emmanuel, vescovo australiano
- 19 luglio - Domenico Morena, ex cestista italiano
- 19 luglio - Francesco Morettini, pianista, compositore e produttore discografico italiano
- 19 luglio - Takamitsu Ōta, ex calciatore giapponese
- 19 luglio - Diego Osella, allenatore di calcio e ex calciatore argentino
- 19 luglio - Massimo Paganin, dirigente sportivo, allenatore di calcio e ex calciatore italiano
- 19 luglio - Maria Mercè Roca i Perich, politica e scrittrice spagnola
- 19 luglio - Sherif Nabil el-Sanadili, ex cestista egiziano
- 19 luglio - Nicola Sturgeon, ex politica scozzese
- 19 luglio - Brooks Thompson, cestista e allenatore di pallacanestro statunitense († 2016)
- 19 luglio - Keith Vassell, ex cestista e allenatore di pallacanestro canadese
- 20 luglio - Simone Altobelli, allenatore di calcio e ex calciatore italiano
- 20 luglio - Mauro Del Barba, politico italiano
- 20 luglio - Dahlia Duhaney, ex velocista giamaicana
- 20 luglio - Massimo Gallaccio, ex calciatore italiano
- 20 luglio - Carmine Gautieri, allenatore di calcio e ex calciatore italiano
- 20 luglio - Howard Jones, cantante statunitense
- 20 luglio - Claudio Lauretta, attore, imitatore e comico italiano
- 20 luglio - Irina Milešina, ex biatleta russa
- 20 luglio - Julián Rodríguez, ex cestista portoricano
- 20 luglio - Tunku Abdul Majid, principe e dirigente sportivo malese
- 20 luglio - Massimiliano Vado, attore, regista teatrale e personaggio televisivo italiano
- 20 luglio - Dean Wells, giocatore di football americano statunitense († 2025)
- 21 luglio - Pierpaolo Bresciani, allenatore di calcio e ex calciatore italiano
- 21 luglio - Sonya Caleffi, serial killer italiana
- 21 luglio - Nico Desideri, cantante italiano
- 21 luglio - Kim Do-hoon, allenatore di calcio e ex calciatore sudcoreano
- 21 luglio - Siddhartha Mukherjee, oncologo, ematologo e saggista indiano
- 21 luglio - Seiichi Ogawa, ex calciatore giapponese
- 21 luglio - Diego Osorio, ex calciatore colombiano
- 21 luglio - Alysia Reiner, attrice e produttrice televisiva statunitense
- 21 luglio - Mariana Ruseva, ex cestista bulgara
- 21 luglio - Boris Savoldelli, cantante italiano
- 21 luglio - Shawn Stasiak, ex wrestler statunitense
- 21 luglio - Azrudin Valentić, allenatore di calcio e ex calciatore bosniaco
- 22 luglio - Cristian Brenna, arrampicatore e alpinista italiano († 2025)
- 22 luglio - Deborah Calì, attrice italiana
- 22 luglio - Leonore Capell, attrice tedesca
- 22 luglio - Mike Ferguson, politico statunitense
- 22 luglio - Magdalena Jeziorowska, ex schermitrice polacca
- 22 luglio - Masaki Kamoshida, giocatore di football americano giapponese
- 22 luglio - Michael Liekmeier, ex bobbista tedesco
- 22 luglio - Yuriko Mizuma, ex calciatrice giapponese
- 22 luglio - Erling Moe, allenatore di calcio norvegese
- 22 luglio - Kaitano Tembo, dirigente sportivo, allenatore di calcio e ex calciatore zimbabwese
- 22 luglio - Éric Villiard, ex sciatore alpino canadese
- 22 luglio - Scott Wiper, regista, sceneggiatore e attore statunitense
- 22 luglio - Jonathan Zaccaï, regista, attore e sceneggiatore belga
- 22 luglio - Sergej Zubov, allenatore di hockey su ghiaccio e ex hockeista su ghiaccio russo
- 23 luglio - Charisma Carpenter, attrice statunitense
- 23 luglio - Tamara Costache, ex nuotatrice rumena
- 23 luglio - Rya Kihlstedt, attrice statunitense
- 23 luglio - Andrea Lavagnino, doppiatore e attore teatrale italiano
- 23 luglio - Kenji Nomura, doppiatore giapponese
- 23 luglio - Hennadij Orbu, allenatore di calcio e ex calciatore ucraino
- 23 luglio - Daniele Salera, vescovo cattolico italiano
- 23 luglio - Saulius Skvernelis, politico lituano
- 23 luglio - James Songok, ex mezzofondista keniota
- 23 luglio - Warwick Thornton, regista, sceneggiatore e direttore della fotografia australiano
- 23 luglio - Emanuela Tittocchia, attrice, conduttrice televisiva e opinionista italiana
- 23 luglio - Povilas Vanagas, ex danzatore su ghiaccio lituano
- 24 luglio - Anja Garbarek, cantante norvegese
- 24 luglio - Hu Zhijun, ex calciatore cinese
- 24 luglio - Martti Kuisma, ex cestista finlandese
- 24 luglio - Lee Matthews, ex cestista statunitense
- 24 luglio - Gabriele Missaglia, dirigente sportivo e ex ciclista su strada italiano
- 24 luglio - Tim Montgomerie, attivista, blogger e editore britannico
- 24 luglio - Edson Rodríguez, allenatore di calcio e ex calciatore venezuelano
- 24 luglio - Brian Ruedy, tastierista statunitense
- 24 luglio - Doina Spîrcu, ex canottiera rumena
- 24 luglio - Velibor Topić, attore bosniaco
- 25 luglio - Antōnīs Antōniou, ex calciatore cipriota
- 25 luglio - Wladimir Belli, dirigente sportivo e ex ciclista su strada italiano
- 25 luglio - Brian Blade, batterista statunitense
- 25 luglio - Guilherme Briggs, doppiatore, direttore del doppiaggio e blogger brasiliano
- 25 luglio - Enzo Casertano, attore italiano
- 25 luglio - Pascal Deramé, ex ciclista su strada francese
- 25 luglio - Stein Arne Ingelstad, ex calciatore norvegese
- 25 luglio - Bob Ivy, attore e stuntman statunitense
- 25 luglio - Lawrence Lozzano, ex calciatore statunitense
- 25 luglio - Steve McClure, arrampicatore britannico
- 25 luglio - Luis Miguel Ramis, allenatore di calcio e ex calciatore spagnolo
- 25 luglio - Jorge Javier Vázquez, conduttore televisivo spagnolo
- 26 luglio - Joseph Bishara, compositore e musicista statunitense
- 26 luglio - Antonello Costa, comico e attore italiano
- 26 luglio - Tembi Locke, attrice statunitense
- 26 luglio - Melodie MC, rapper svedese
- 26 luglio - Fabrizio Macchi, paraciclista italiano
- 26 luglio - Joan as Police Woman, cantautrice, violinista e chitarrista statunitense
- 26 luglio - Cress Williams, attore statunitense
- 27 luglio - Andrea Accomazzo, ingegnere aerospaziale italiano
- 27 luglio - Nikolaj Coster-Waldau, attore e diplomatico danese
- 27 luglio - David TC Davies, politico britannico
- 27 luglio - Francesco Pavanello, militare italiano
- 27 luglio - Emanuele Pellizzaro, allenatore di calcio e ex calciatore italiano
- 27 luglio - Stephan Veen, ex hockeista su prato olandese
- 28 luglio - Robert Behnken, ex astronauta e ufficiale statunitense
- 28 luglio - Isabelle Brasseur, ex pattinatrice artistica su ghiaccio canadese
- 28 luglio - Diána Eöri, ex schermitrice ungherese
- 28 luglio - Peppe Iodice, attore, comico e cabarettista italiano
- 28 luglio - Jean-Sélim Kanaan, diplomatico egiziano († 2003)
- 28 luglio - Jan Bo Petersen, ex pistard e ciclista su strada danese
- 28 luglio - Apenisa Tuta Vodo, ex rugbista a 15 figiano
- 29 luglio - Salvatore Caiata, politico e imprenditore italiano
- 29 luglio - Graziano Cavazzon, ex cestista italiano
- 29 luglio - Paolo Dal Soglio, allenatore di atletica leggera e ex pesista italiano
- 29 luglio - Franco Giaffreda, chitarrista, cantante e compositore italiano
- 30 luglio - Pierre Bondouy, ex rugbista a 15 francese
- 30 luglio - Patrice Carteron, allenatore di calcio e ex calciatore francese
- 30 luglio - Eugenio Corini, allenatore di calcio e ex calciatore italiano
- 30 luglio - Dean Edwards, attore, comico e doppiatore statunitense
- 30 luglio - Stink Fisher, attore e cuoco statunitense
- 30 luglio - David Frétigné, pilota motociclistico francese
- 30 luglio - Werner Hippler, ex giocatore di football americano e attore tedesco
- 30 luglio - Andy Morrison, allenatore di calcio e ex calciatore scozzese
- 30 luglio - Christopher Nolan, regista, sceneggiatore e produttore cinematografico britannico
- 30 luglio - MC Trouble, rapper statunitense († 1991)
- 30 luglio - Eric Tinkler, allenatore di calcio e ex calciatore sudafricano
- 30 luglio - Paolo Tramezzani, allenatore di calcio e ex calciatore italiano
- 30 luglio - Massimo Varini, chitarrista, arrangiatore e insegnante italiano
- 31 luglio - Thomas Berntsen, dirigente sportivo, allenatore di calcio e ex calciatore norvegese
- 31 luglio - Sam Hines, ex cestista statunitense
- 31 luglio - Kabwe Kasongo, ex calciatore della Repubblica Democratica del Congo
- 31 luglio - Andrzej Kobylański, ex calciatore polacco
- 31 luglio - Alexander Krull, cantante, musicista e produttore discografico tedesco
- 31 luglio - Shihomi Mizowaki, doppiatrice giapponese
- 31 luglio - Péter Sárfalvi, ex pentatleta ungherese
- 31 luglio - Giōrgos Sigalas, ex cestista e allenatore di pallacanestro greco
- 31 luglio - Christina Thalassinidou, nuotatrice artistica sovietica
- 31 luglio - Ragnar Tørnquist, autore di videogiochi norvegese